# Pâtisserie Rozier
Pour les articles homonymes, voir Rozier.
La pâtisserie Rozier est une pâtisserie située à La Bourboule dans le département français du Puy-de-Dôme, en région Auvergne-Rhône-Alpes.

## Historique

### Protection
La pâtisserie est inscrite au titre des monuments historiques par arrêté du 3 décembre 2001.